# Cuba op de Paralympische Zomerspelen 2020
Cuba was een van de landen die deelnam aan de Paralympische Zomerspelen 2020 in Tokio, Japan.

## Medailleoverzicht
| Atletiek | Omara Durand Gids: Yuniol Kindelan | 100 m, T12 (v)        | Goud   |  |  |
| Atletiek | Omara Durand Gids: Yuniol Kindelan | 200 m, T12 (v)        | Goud   |  |  |
| Atletiek | Omara Durand Gids: Yuniol Kindelan | 400 m, T12 (v)        | Goud   |  |  |
| Atletiek | Robiel Yankiel Sol Cervantes       | Verspringen, T47 (m)  | Goud   |  |  |
|          |                                    |                       |        |  |  |
| Atletiek | Leinier Savon Pineda               | Verspringen, T12 (m)  | Zilver |  |  |
|          |                                    |                       |        |  |  |
| Atletiek | Leonardo Diaz                      | Discuswerpen, F56 (m) | Brons  |  |  |

## Deelnemers en resultaten
(m) = mannen, (v) = vrouwen 

### Atletiek

#### Baanonderdelen
| Atleet                             | Onderdeel      | Series    | Series | Halve finale        | Halve finale        | Finale              | Finale              |
| Atleet                             | Onderdeel      | Resultaat | Rang   | Resultaat           | Rang                | Resultaat           | Rang                |
| ---------------------------------- | -------------- | --------- | ------ | ------------------- | ------------------- | ------------------- | ------------------- |
| Leinier Savon Pineda               | 100 m, T12 (m) | 0:10.91   | 5e     | Niet van toepassing | Niet van toepassing | Niet gekwalificeerd | Niet gekwalificeerd |
|                                    |                |           |        |                     |                     |                     |                     |
| Omara Durand Gids: Yuniol Kindelan | 100 m, T12 (v) | 0:11.70   | 1e     | 0:11.59             | 1e                  | 0:11.49             | Goud                |
| Omara Durand Gids: Yuniol Kindelan | 200 m, T12 (v) | 0:23.40   | 1e     | Niet van toepassing | Niet van toepassing | 0:23.02 WR PR       | Goud                |
| Omara Durand Gids: Yuniol Kindelan | 400 m, T12 (v) | 0:55.33   | 1e     | Niet van toepassing | Niet van toepassing | 0:52.58             | Goud                |

#### Veldonderdelen
| Paralympiër                  | Onderdeel             | Resultaat | Prestatie |
| ---------------------------- | --------------------- | --------- | --------- |
| Ulicer Aguilera Cruz         | Speerwerpen, F13 (m)  | 4e        | 59.89     |
| Leonardo Diaz                | Discuswerpen, F56 (m) | Brons     | 43.36     |
| Angel Jimenez Cabeza         | Verspringen, T12 (m)  | 9e        | 6.25      |
| Leinier Savon Pineda         | Verspringen, T12 (m)  | Zilver    | 7.16      |
| Robiel Yankiel Sol Cervantes | Verspringen, T47 (m)  | Goud      | 7.46 PR   |
| Guillermo Varona Gonzalez    | Speerwerpen, F46 (m)  | 4e        | 63.30     |
|                              |                       |           |           |
| Noraivis de la Heras Chibas  | Discuswerpen, F64 (v) | 8e        | 30.62     |

### Baanwielrennen
| Atleet               | Onderdeel              | Heats               | Heats               | (Bronzen) Finale | (Bronzen) Finale |
| Atleet               | Onderdeel              | Resultaat           | Rang                | Resultaat        | Rang             |
| -------------------- | ---------------------- | ------------------- | ------------------- | ---------------- | ---------------- |
| Damian Lopez Alfonso | 1 km tijdrit, C1-3 (m) | Niet van toepassing | Niet van toepassing | 1:24.158         | 22e              |

### Bankdrukken
| Paralympiër             | Onderdeel  | Resultaat           | Prestatie           |
| ----------------------- | ---------- | ------------------- | ------------------- |
| Oniger Jesus Drake Vega | -88 kg (m) | 7e                  | 181.0               |
|                         |            |                     |                     |
| Leidy Rodriguez         | -41 kg (v) | Geen geldige poging | Geen geldige poging |

### Judo
| Paralympiër              | Onderdeel   | Resultaat | Prestatie |
| ------------------------ | ----------- | --------- | --- |
| Yordani Fernandez Sastre | +100 kg (m) | 5e        | 1/8e finale: W van BRA Wilians Araujo Kwartfinale: V van UZB Shirin Sharipov Herkansingen, finale: W van JPN Kento Masaki Bronzen finale: V van KOR Choi Gwang Geun |
| Gerardo Rodriguez Reyes  | -81 kg (m)  | 7e        | 1/8e finale: W van PER Antero Freed Villalobos Corrales Kwartfinale: V van UZB Davurkhon Karomatov Herkansingen, finale: V van UKR Dmytro Solovey                   |

### Schietsport
| Paralympiër                  | Onderdeel                  | Resultaat | Resultaat | Prestatie           | Prestatie           |
| Paralympiër                  | Onderdeel                  | Score     | Rang      | Score               | Rang                |
| ---------------------------- | -------------------------- | --------- | --------- | ------------------- | ------------------- |
| Yenigladys Suarez Echevarria | 10 m luchtpistool, SH1 (v) | 542.0     | 15e       | Niet gekwalificeerd | Niet gekwalificeerd |
| Yenigladys Suarez Echevarria | 25 m pistool, SH1 (g)      | 539.0     | 28e       | Niet gekwalificeerd | Niet gekwalificeerd |

### Tafeltennis
| Paralympiër                | Onderdeel         | Groepsfase                 | Groepsfase                  | Groepsfase           | Positie | Finalefase           | Finalefase                  | Finalefase           | Finalefase           | Plaats |
| Paralympiër                | Onderdeel         | Wedstrijd I                | Wedstrijd II                | Wedstrijd III        | Positie | 1/8e finale          | Kwartfinale                 | Halve finale         | Finale               | Plaats |
| Paralympiër                | Onderdeel         | Tegenstander Uitslag       | Tegenstander Uitslag        | Tegenstander Uitslag | Positie | Tegenstander Uitslag | Tegenstander Uitslag        | Tegenstander Uitslag | Tegenstander Uitslag | Plaats |
| -------------------------- | ----------------- | -------------------------- | --------------------------- | -------------------- | ------- | -------------------- | --------------------------- | -------------------- | -------------------- | ------ |
| Yunier Fernandez Izquierdo | Enkelspel, C1 (m) | KOR Kim Hyeon Uk V met 0-3 | SUI Silvio Keller W met 3-0 | Niet van toepassing  | 2e      | Niet van toepassing  | KOR Joo Young Dae V met 2-3 | Uitgeschakeld        | Uitgeschakeld        | 5e     |

### Wegwielrennen
| Paralympiër          | Onderdeel              | Resultaat | Prestatie |
| -------------------- | ---------------------- | --------- | --------- |
| Damian Lopez Alfonso | Wegwedstrijd, C1-3 (m) | 35e       | + 1 ronde |
| Damian Lopez Alfonso | Tijdrit, C1 (m)        | 10e       | 30:45.20  |

### Zwemmen
| Atleet                 | Onderdeel                | Series    | Series | Finale              | Finale              |
| Atleet                 | Onderdeel                | Resultaat | Rang   | Resultaat           | Rang                |
| ---------------------- | ------------------------ | --------- | ------ | ------------------- | ------------------- |
| Lorenzo Perez Escalona | 50 m vrije slag, S7 (m)  | 0:32.27   | 13e    | Niet gekwalificeerd | Niet gekwalificeerd |
| Lorenzo Perez Escalona | 100 m vrije slag, S6 (m) | 1:08.62   | 9e     | Niet gekwalificeerd | Niet gekwalificeerd |
| Lorenzo Perez Escalona | 400 m vrije slag, S6 (m) | 5:26.57   | 7e     | 5:30.42             | 8e                  |

Afghanistan · 
Algerije · 
Amerikaanse Maagdeneilanden · 
Angola · 
Argentinië · 
Armenië · 
Aruba · 
Australië · 
Azerbeidzjan · 
Bahrein · 
Barbados · 
Belarus · 
België · 
Benin · 
Bermuda · 
Bosnië en Herzegovina · 
Botswana · 
Brazilië · 
Bulgarije · 
Burkina Faso · 
Burundi · 
Cambodja · 
Canada · 
Centraal-Afrikaanse Republiek · 
Chili · 
China · 
Chinees Taipei · 
Colombia · 
Congo-Brazzaville · 
Congo-Kinshasa · 
Costa Rica · 
Cuba · 
Cyprus · 
Denemarken · 
Dominicaanse Republiek · 
Duitsland · 
Ecuador · 
Egypte · 
El Salvador · 
Estland · 
Ethiopië · 
Faeröer · 
Fiji · 
Filipijnen · 
Finland · 
Frankrijk · 
Gabon · 
Gambia · 
Georgië · 
Ghana · 
Griekenland · 
Groot-Brittannië · 
Guatemala · 
Guinee · 
Guinee‑Bissau · 
Haïti · 
Honduras · 
Hongarije · 
Hongkong · 
Ierland · 
IJsland · 
India · 
Indonesië · 
Irak · 
Iran · 
Israël · 
Italië · 
Ivoorkust · 
Jamaica · 
Japan · 
Jordanië · 
Kaapverdië · 
Kameroen · 
Kazachstan · 
Kenia · 
Kirgizië · 
Koeweit · 
Kroatië · 
Laos · 
Lesotho · 
Letland · 
Libanon · 
Liberia · 
Libië · 
Litouwen · 
Luxemburg · 
Madagaskar · 
Maleisië · 
Mali · 
Malta · 
Marokko · 
Mauritius · 
Mexico · 
Moldavië · 
Mongolië · 
Montenegro · 
Mozambique · 
Namibië · 
Nederland · 
Nepal · 
Nicaragua · 
Nieuw-Zeeland · 
Niger · 
Nigeria · 
Noord-Macedonië · 
Noorwegen · 
Oeganda · 
Oekraïne · 
Oezbekistan · 
Oman · 
Oostenrijk · 
Pakistan · 
Palestina · 
Panama · 
Papoea-Nieuw-Guinea · 
Peru · 
Polen · 
Portugal · 
Puerto Rico · 
Qatar · 
Roemenië · 
Russisch Paralympisch Comité ·
Rwanda · 
Saint Vincent en Grenadines · 
Samoa · 
Saoedi-Arabië · 
Sao Tomé en Principe · 
Senegal · 
Servië · 
Seychellen · 
Sierra Leone · 
Singapore · 
Slovenië · 
Slowakije · 
Somalië · 
Spanje · 
Sri Lanka · 
Syrië · 
Tadzjikistan · 
Tanzania · 
Thailand · 
Togo · 
Tonga · 
Trinidad en Tobago · 
Tsjechië · 
Tunesië · 
Turkije · 
Turkmenistan · 
Uruguay · 
Venezuela · 
Verenigde Arabische Emiraten · 
Verenigde Staten · 
Vietnam · 
Zimbabwe · 
Zuid-Afrika · 
Zuid-Korea · 
Zweden · 
Zwitserland
Paralympisch Vluchtelingen Team